# Jürgen Hamel
Jürgen Hamel (* 6. Juni 1951 in Stralsund) ist ein deutscher Historiker. Seine Forschungsgebiete waren die Geschichte der Astronomie im Mittelalter und der Frühen Neuzeit, der Zeit um 1800, die Geschichte der Astrophysik, Astronomie und Kulturgeschichte sowie die Geschichte astronomischer Instrumente. In neuerer Zeit arbeitet er zur Geschichte Pommerns im Mittelalter und in der frühen Neuzeit.

## Leben und Wirken

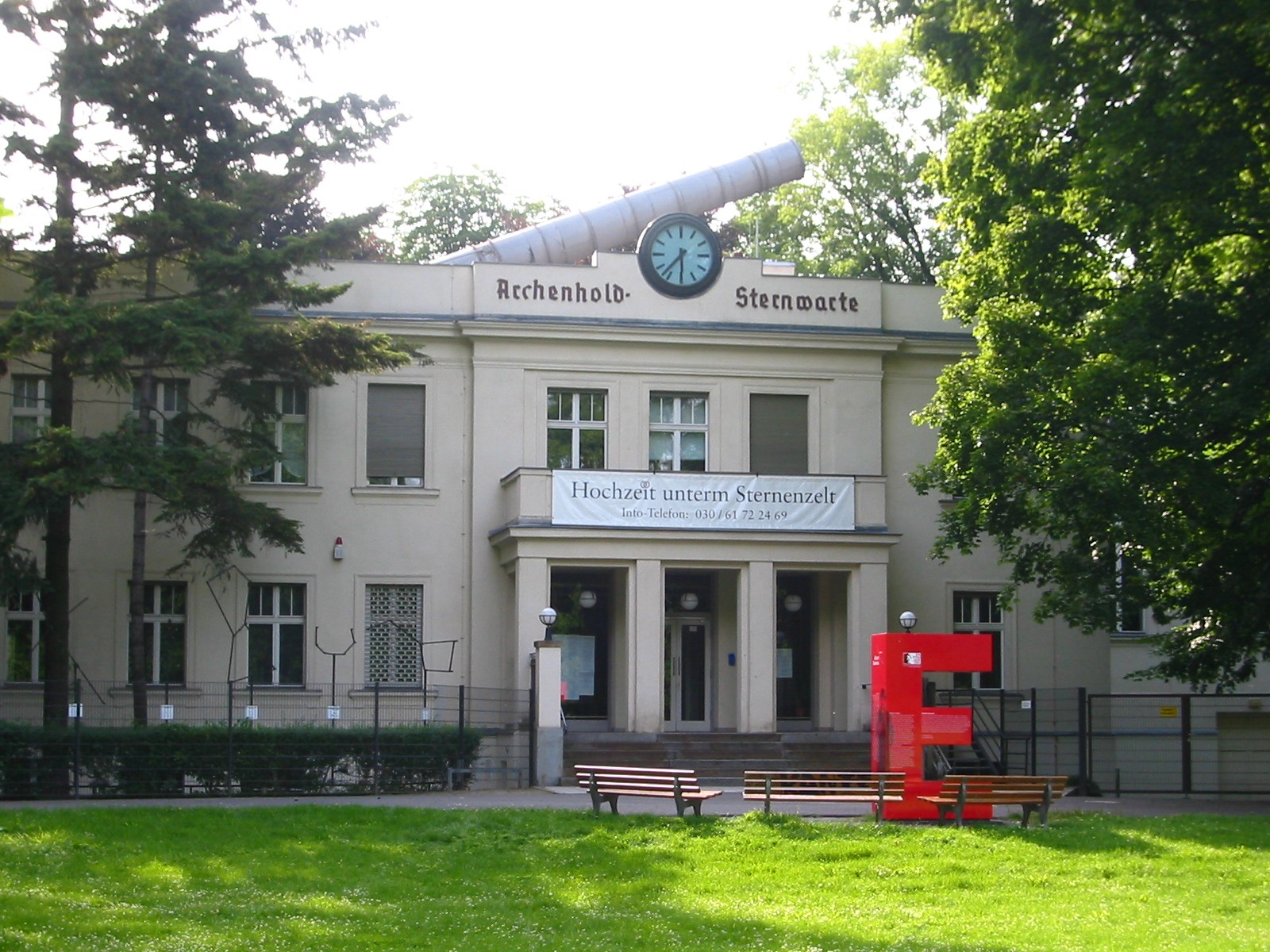
Die Archenhold-Sternwarte in Berlin,
Hauptwirkungsstätte von Jürgen Hamel

Nach einer Lehre als „Chemielaborant mit Abitur“ studierte Jürgen Hamel Philosophie, Geschichte und Pädagogik an der Karl-Marx-Universität Leipzig und war anschließend Hochschullehrer an der Universität Rostock. Hier war er Mitglied der Arbeitsgruppen Heinrich Vogels zu philosophischen Problemen der Naturwissenschaften und Martin Guntaus zur Geschichte der Naturwissenschaften. In Rostock wurde er 1982 mit einer Arbeit zur Frühgeschichte der Astrophysik promoviert.
Von 1978 bis 1991 arbeitete Hamel an der Archenhold-Sternwarte als Schüler von Dieter B. Herrmann. Waren erste Arbeiten noch der Philosophie gewidmet, beruhten weitere Veröffentlichungen auf ausgedehnten Quellenstudien und boten umfangreiches bibliografisches Material zur Astronomie, wobei das späte Mittelalter, die frühe Neuzeit und das 18./19. Jahrhundert im Mittelpunkt standen. Zu diesen Themen veröffentlichte Hamel zahlreiche Bücher sowie wissenschaftliche und populärwissenschaftliche Aufsätze.
Neben seiner wissenschaftlichen Arbeit engagierte sich Hamel auch für die Popularisierung der Astronomie, hielt zahlreiche Vorträge im Rahmen der URANIA – Gesellschaft zur Verbreitung Wissenschaftlicher Kenntnisse und war tätig in der Redaktion der vom Kulturbund der DDR herausgegebenen Zeitschrift Astronomie und Raumfahrt. Seit 1990 war Hamel Mitarbeiter an der Herausgabe der Gesammelten Werke von Nikolaus Kopernikus und Johannes Kepler. Im Rahmen eines Stipendiums der Gerda Henkel Stiftung bearbeitete er 1996 „Die erste deutsche Übersetzung des astronomischen Hauptwerkes von Nicolaus Copernicus 1586“. Von 1998 bis 2000 war er am Museum für Astronomie und Technikgeschichte in Kassel tätig. Viele Jahre lang hielt er Vorlesungen zur „Geschichte der Astronomie“ und zur „Einführung in die Astronomie“ an der Universität Landau. Weiterhin kuratierte Hamel zahlreiche museale Ausstellungen an der Archenhold-Sternwarte Berlin, der Württembergische Landesbibliothek Stuttgart, der Universitätssternwarte Wien dem Stralsund Museum, dem Vineta-Museum Barth und übernahm Teilbereiche für weitere Ausstellungen. Einen großen Umfang der Arbeit Hamels nahmen Inventarisierungen von Sammlungen wissenschaftlicher und technischer Instrumente (Nautik, Artillerie) sowie historischer Sonnenuhren.
Am 17. Mai 2001 wurde Hamel zum Mitglied der Leibniz-Sozietät gewählt. Im Jahre 1998 begründete er zusammen mit Wolfgang R. Dick die wissenschaftliche Schriftenreihe Acta Historica Astronomiae und war bis Band 72 (2024) ihr Mitherausgeber. 2016 übernahm er die Chefredaktion der Zeitschrift Astronomie + Raumfahrt im Unterricht.
Seit etwa 2010 widmet sich Hamel vorrangig der Geschichte Pommerns, besonders des Gebietes Vorpommerns, einschl. Rügens im Mittelalter und der frühen Neuzeit zu. Im Mittelpunkt seines Interesses steht die Geschichte des Fürstenhauses von Rügen, des Lebens und Wirkens von Herzog Bogislaw XIII. von Pommern in Barth und der Stadt Barth. Im Jahre 2016 begründete er gemeinsam mit Stephanie Patrizia Mählmann die Reihe der „Veröffentlichungen des Stadtarchivs Barth“ (bis 2025 6  Bände). Im Jahre 2019 wurde er zum Verantwortlichen Redakteur  des wissenschaftlichen Jahrbuchs für Geschichte Pommerns, Baltische Studien, berufen und 2024 berief ihn die Historische Kommission für Pommern zu ihrem Mitglied.
Hamel ist verheiratet mit der Kinderärztin Marita Künne und lebt heute in der Nähe von Barth (Mecklenburg-Vorpommern).

## Schriften (Auswahl)
Einführungen in die Geschichte der Astronomie
- Astronomie in alter Zeit. (= Archenhold-Sternwarte Berlin-Treptow. Vorträge und Schriften. 60). 2. bearb. Auflage. Berlin-Treptow 1981.
- Bearbeitung der deutschsprachigen Ausgabe von Angel Bonov: Sternbilder, Sternsagen: Mythen und Legenden um Sternbilder. Übers. aus dem Bulgarischen von Leo Korniljew. 2. Auflage. Leipzig / Jena / Berlin 1986, ISBN 3-332-00031-4.
- Astronomiegeschichte in Quellentexten. Von Hesiod bis Hubble. Spektrum Akademischer Verlag, 1996, ISBN 3-8274-0072-4.
- Geschichte der Astronomie. Von den Anfängen bis zur Gegenwart. Birkhäuser Verlag, Basel / Boston / Berlin 1998, ISBN 3-7643-5787-8. 2. Aufl. Kosmos-Franckh, Stuttgart 2002, ISBN 3-440-09168-6.
- Geschichte der Astronomie. In Texten von Hesiod bis Hubble. 2. erw. Auflage. Magnus Verlag, Essen 2004, ISBN 3-88400-421-2.
- Meilensteine der Astronomie. Von Aristoteles bis Hawking. Kosmos Verlag, 2006, ISBN 3-440-10179-7.

Biografien und Spezialthemen
- Zur Entstehungs- und Wirkungsgeschichte der Kantschen Kosmogonie. (= Mitteilungen der Archenhold-Sternwarte. 130). Berlin-Treptow 1979.
- Karl Friedrich Zöllner. Versuch einer Analyse seiner philosophischen Position (= Mitteilungen der Archenhold-Sternwarte. 129). Berlin-Treptow 1977.
- Friedrich Wilhelm Bessel (= Biographien hervorragender Naturwissenschaftler, Techniker und Mediziner. 67). BSB Teubner Verlagsgesellschaft, Leipzig 1984 ISSN 0232-3516
- Friedrich Wilhelm Herschel (= Biographien hervorragender Naturwissenschaftler, Techniker und Mediziner. 89). BSB Teubner Verlagsgesellschaft, Leipzig 1988, ISBN 3-322-00482-1.
- Nicolaus Copernicus. Leben, Werk und Wirkung. Spektrum Akademischer Verlag, Heidelberg / Berlin / Oxford 1994, ISBN 3-86025-307-7.
- Die astronomischen Forschungen in Kassel unter Wilhelm IV. Mit einer wissenschaftlichen Teiledition der Übersetzung des Hauptwerkes von Copernicus 1586. (= Acta Historica Astronomiae. 2). 2. korr. Auflage. Harri Deutsch Verlag, Thun / Frankfurt am Main 1998, ISBN 3-8171-1690-X.
- Jürgen Hamel, Eberhard Knobloch, Herbert Pieper (Hrsg.): Alexander von Humboldt in Berlin. Sein Einfluß auf die Entwicklung der Wissenschaften. (= Algorismus. Studien zur Geschichte der Mathematik und der Naturwissenschaften. 41). Augsburg 2003.
- Jürgen Hamel (Hrsg.): Wissenschaftliches Kolloquium zum 75. Geburtstag von Hans-Jürgen Treder. (Sitzungsberichte der Leibniz-Sozietät), trafo, Berlin 2003
- Herrmann, Dieter B. In: Wer war wer in der DDR? 5. Ausgabe. Band 1. Ch. Links, Berlin 2010, ISBN 978-3-86153-561-4.
- Wattenberg, Diedrich. In: Wer war wer in der DDR? 5. Ausgabe. Band 2. Ch. Links, Berlin 2010, ISBN 978-3-86153-561-4.
- Ein Beitrag zur Familiengeschichte von Friedrich Wilhelm Herschel. Nach den Quellen bearbeitete Stammreihe des Astronomen. In: Mitteilungen der Gauss Gesellschaft 26 (1989), S. 99–103 (= Mitteilungen der Archenhold-Sternwarte; 164).
- Meisterwerk der Kartografie. Die Lubinsche Pommernkarte von 1618. (= Schriften des STRALSUND MUSEUM, Bd. 3), Stralsund 2018, ISSN 2568-6526.

Klassikerstudien
- als Bearb.: Bibliographia Kepleriana. Verzeichnis der gedruckten Schriften von und über Johannes Kepler. Ergänzungsband zur zweiten Auflage. München 1998, ISBN 3-406-01687-1.
- mit Klaus Harro Tiemann und Martin Pape (Hrsg.): Die Kosmosvorträge 1827/28 in der Berliner Singakademie. Insel Verlag, Frankfurt am Main / Leipzig 2004
- mit Miguel A. Granada und Ludolf von Mackensen: Christoph Rothmanns Handbuch der Astronomie von 1589. Verlag Harri Deutsch, 2003, ISBN 3-8171-1718-3.
- mit Thomas Posch (Hrsg.): Über die Umschwünge der himmlischen Kreise. (= Ostwalds Klassiker der exakten Wissenschaften. 300). Harri Deutsch Verlag, Frankfurt am Main 2008, ISBN 978-3-8171-3300-0.
- als Hrsg.: Über den Bau des Himmels. Abhandlungen über die Struktur des Universums und die Entwicklung der Himmelskörper 1784–1814 von Wilhelm Herschel. (= Ostwalds Klassiker der exakten Wissenschaften. 288). Harri Deutsch Verlag, Frankfurt am Main 2001, ISBN 3-8171-3288-3.
- Nachwort. In: Immanuel Kant: Allgemeine Naturgeschichte und Theorie des Himmels. (= Ostwalds Klassiker der exakten Wissenschaften. 12). Frankfurt am Main 2005, S. 147–212.
- Menso Folkerts (Hrsg.): Nicolaus Copernicus Gesamtausgabe. Band III/3: De Revolutionibus. Die erste deutsche Übersetzung in der Grazer Handschrift. Kritische Edition. bearb. von Andreas Kühne, Jürgen Hamel. De Gruyter, Berlin 2007, ISBN 978-3-05-004355-5.
- Die Himmelsvermessung des Johann Bayer. (Begleitbuch zur Uranometria). Gerchsheim 2010, ISBN 978-3-934223-36-3.
- Studien zur „Sphaera“ des Johannes de Sacrobosco. (= Acta Historica Astronomiae. 51). Leipzig 2014
- Peter Apian: Instrument Buch. Reprint der Originalausgabe Ingolstadt 1533. Hrsg. mit einem Nachwort von Jürgen Hamel. Reprintverlag, Leipzig 1990.

Kritiken zur Astrologie
- Astrologie – Tochter der Astronomie? (= akzent-Reihe. 85). 2. Auflage. Urania Verlag, Leipzig / Jena / Berlin 1987, ISBN 3-332-00128-0.
- Astrologie – Tochter der Astronomie? (= Spektrum des Wissens. 3426). Moewig, Rastatt 1989, ISBN 3-8118-3426-6.
- Begriffe der Astrologie. Von Abendstern bis Zwillingsproblem. Harri Deutsch Verlag, Frankfurt am Main 2010, ISBN 978-3-8171-1785-7.